# Der Hund von Baskerville (1959)
Der Hund von Baskerville (Originaltitel: The Hound of the Baskervilles) ist ein Kriminalfilm, produziert von Hammer Film Productions, unter der Regie von Terence Fisher. Der Film ist die neunte Literaturadaption von Arthur Conan Doyles gleichnamigem Roman und ist in den Hauptrollen mit Peter Cushing als Sherlock Holmes, André Morell als Dr. Watson und Christopher Lee als Sir Henry Baskerville besetzt.

## Handlung
Nachdem sein Onkel unter mysteriösen Umständen gestorben ist, kehrt Sir Henry Baskerville in sein Familienanwesen nach Dartmoor zurück und wird mit der übernatürlichen Erscheinung eines Hundes konfrontiert, der angeblich Rache an seiner Familie nehmen will. Der Detektiv Sherlock Holmes und sein Freund und Assistent Dr. Watson werden angestellt, um das Geheimnis aufzuklären.

## Kritiken
„Neuverfilmung der klassischen Sherlock-Holmes-Geschichte. Eine Adaption ganz im Sinne des Hammer-Studios, in der das kriminalistische Element von einer auf Nervenkitzel angelegten Inszenierung überdeckt wird.“

„Wer immer die Entscheidung getroffen hat,  ‚Der Hund von Baskerville‘ in strahlendem Technicolor in einem bestens ausgeleuchteten Studio zu verfilmen, […] hat völlig außer acht gelassen, welcher Atmosphäre eine alte Mystery Story wie diese bedarf. […] Abgesehen von dem einen oder anderen Hinweis auf die Existenz dieser Kreatur, sehen wir bis zum Ende nichts von ihr. Und als wir sie dann kurz erblicken, ist es eine Dogge, die so aussieht wie Nachbars Fifi.“

## Entstehungsgeschichte
Die Dreharbeiten fanden in den Bray Studios statt. Das Äußere von Baskerville Hall ist wiedererkennbar als das Schloss Draculas aus dem Film Dracula, der im Vorjahr entstanden war. Die Außenaufnahmen fanden vor Ort in Chobham Common und Fransham, beide Schauplätze in Surrey, statt.

## Unterschiede zwischen Buch und Film
Zwischen dem Roman und dessen Verfilmung fallen signifikante Differenzen auf. Einige davon sind:
- Der Spazierstock-Dialog fehlt.
- Im Roman erleidet Sir Henry im Gegensatz zum Film keinen leichten Herzinfarkt.
- Im Buch geschieht nichts, was mit einem rituellen Opfer, einer Tarantel oder einer Mine zu tun hat.
- Cecile Stapleton ist in der gedruckten Fassung nicht die Tochter, sondern die Ehefrau Stapletons und heißt dort Beryl. Außerdem hasst sie Sir Henry nicht, wie in dieser Verfilmung gezeigt wird.
- Im Hotel gibt es keinen Anschlag auf Sir Henrys Leben.
- Das Gemälde neben dem Treppenaufgang geht im Roman nicht verloren, da der Hinweis darauf nicht so offensichtlich ist wie im Film; also besteht angeblich keine Gefahr für denjenigen, der es herausfindet.
- Frankland ist im Roman weder Bischof noch Geistlicher.

## Synchronisation
| Rolle                 | Darsteller       | Synchronstimme                                         |
| --------------------- | ---------------- | ------------------------------------------------------ |
| Sherlock Holmes       | Peter Cushing    | Erich Fiedler                                          |
| Dr. Watson            | André Morell     | Curt Ackermann                                         |
| Sir Henry Baskerville | Christopher Lee  | Gert Günther Hoffmann Rainer Doering (DVD-Nachsynchro) |
| Sir Hugo Baskerville  | David Oxley      | Gert Günther Hoffmann                                  |
| Bischof Frankland     | Miles Malleson   | Siegfried Schürenberg                                  |
| Jack Stapleton        | Ewen Solon       | Werner Peters                                          |
| Lord Caphill          | Michael Hawkins  | Harry Wüstenhagen                                      |
| Dr. Richard Mortimer  | Francis De Wolff | Wolfgang Eichberger Rainer Doering (DVD-Nachsynchro)   |

## Fortsetzung
Trotz der eher mäßigen Kritiken (s. o.) konnte vor allem Peter Cushing als Holmes so überzeugen, dass die BBC in den 1960er Jahren mit ihm als Hauptdarsteller eine 16-teilige Fernsehserie Sir Arthur Conan Doyle's Sherlock Holmes drehte. Die Rolle des Dr. Watson übernahm Nigel Stock.